# Barma-Yarcé
Pour les articles homonymes, voir Barma.
Ne doit pas être confondu avec Barma-Mossi.
Barma-Yarcé est une localité située dans le département de Kalsaka de la province du Yatenga dans la région Nord au Burkina Faso.

## Santé et éducation
Le centre de soins le plus proche de Barma-Yarcé est le centre de santé et de promotion sociale (CSPS) de Kalsaka tandis que le centre médical avec antenne chirurgicale (CMA) de la province se trouve à Séguénéga.